# Ray Leppan
Raymond John Leppan (Johannesburgo, Sudáfrica; 20 de julio de 1979) es un luchador profesional retirado de nacionalidad sudafricana, más conocido por su paso por la WWE como Adam Rose y Florida Championship Wrestling/NXT como Leo Kruger.

## Primeros años
Ray Leppan nació y creció en Sudáfrica. De acuerdo con su esposa, él quería luchar desde la edad de 10 años. Un desertor escolar, Leppan se escapó de su casa cuando tenía 14 años, luego pasó dos años viviendo en las calles y en edificios abandonados. Luego, Leppan describió que había estado "fuera de control" durante ese período, que estaba lleno de violencia y alcohol, y solo la idea de convertirse en luchador lo había ayudado a escapar. Leppan también dijo que había rechazado ser parte de una familia a pesar de tener padres cariñosos. La madre de Leppan más tarde consiguió convencer a Leppan para que volviera a su casa en Johannesburgo desde Durban con la perspectiva de comenzar las clases de lucha libre.

## Carrera

### Sudáfrica  (1995-2010)
Leppan hizo su debut en la lucha libre profesional en 1995 a la edad de 15 años. Finalmente luchó en el circuito independiente sudafricano como Z-Max, un personaje basado en The Karate Kid.
Trabajó en South Philly con Paul Lloyd Jr., siendo conocidos en conjunto como Pure Juice. También luchó como Dameon Duke en World Wrestling Professionals. Mientras estuvo ahí, ganó el Campeonato Mundial Peso Pesado de WWP al derrotar a Tornado en 2007 y lo perdió ante Fury al año siguiente.

### World Wrestling Entertainment/WWE (2010-2016)

#### Florida Championship Wrestling (2010–2012)
Después de que la VISA de trabajo de Leppan en los Estados Unidos se validara, pudo debutar en el territorio de desarrollo Florida Championship Wrestling (FCW) bajo su nombre real el 25 de febrero de 2010, siendo derrotado por Curt Hawkins. Dos semanas más tarde, Leppan fue derrotado por Eli Cottonwood.

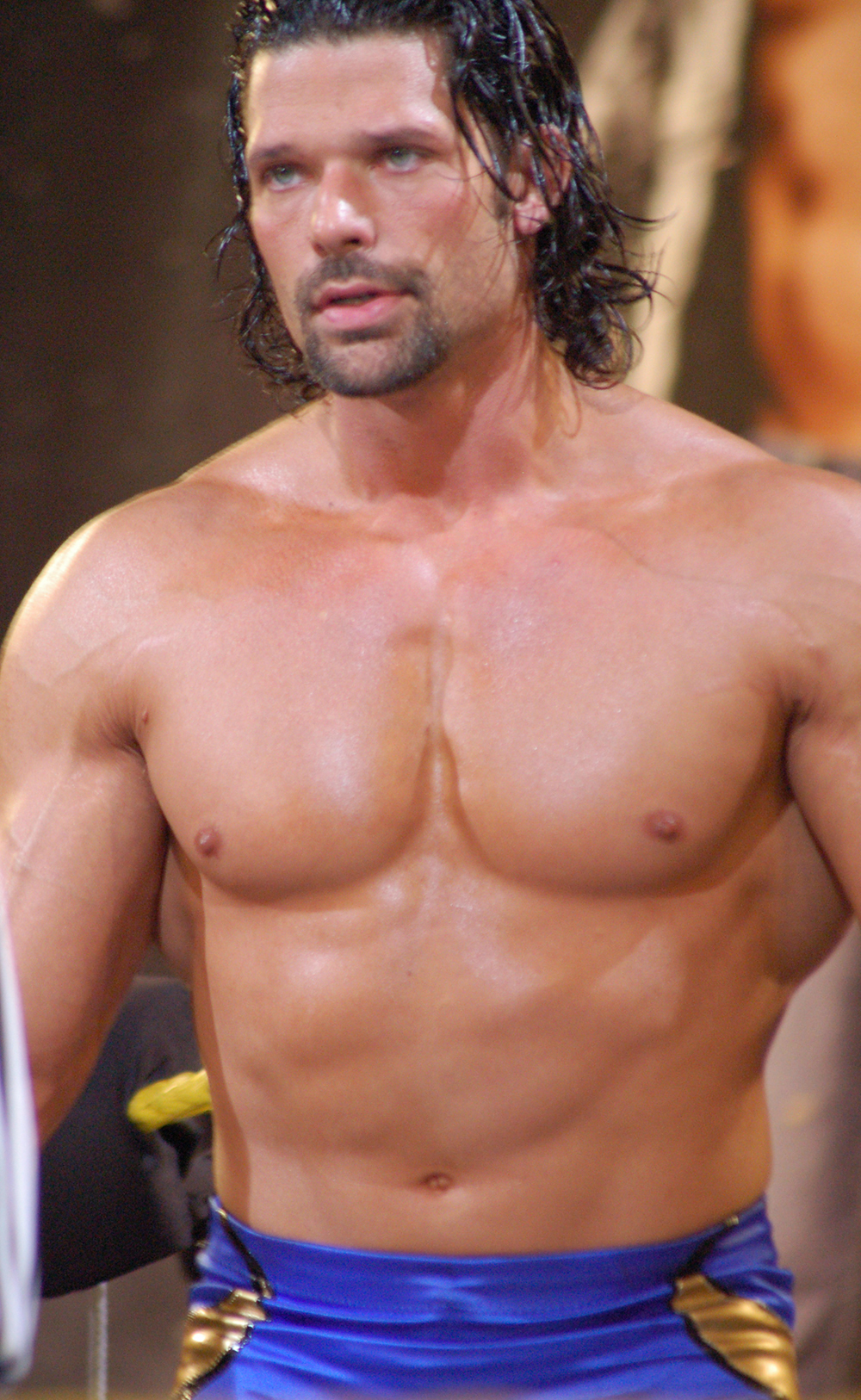
Leppan como Leo Kruger en FCW en 2011.

La semana siguiente, Leppan cambió su nombre artístico por Leo Kruger, elegido como tributo a su pariente y expresidente de Sudáfrica Paul Kruger, antes de ser derrotado por Johnny Curtis. El 18 de marzo, Kruger obtuvo su primera victoria desde que se unió a FCW al derrotar a Jacob Novak. En las grabaciones para la televisión del 20 de mayo, Kruger desafió al ex Paul Lloyd, Jr. y al luchador sudafricano Justin Gabriel a una lucha. En las grabaciones de televisión del 10 de junio, Kruger fue derrotado por Gabriel, pero en una revancha el 1 de julio, Kruger invirtió el resultado. A mediados de 2010, Kruger formó un equipo con Derrick Bateman, conocido como The Handsome Man Express. El dúo desafió a Los Aviadores (Hunico y Epico) a una lucha por los Campeonatos en Parejas de Florida de FCW el 2 de julio, pero no obtuvieron éxito. El 8 de julio, Kruger se asoció con Tyler Reks para desafiar nuevamente a Los Aviadores a un combate por los títulos, pero volvió a ser derrotado. Kruger siguió una racha ganadora, derrotando a Bateman, Big E Langston, Austin Watson, Husky Harris y Wes Brisco, antes de perder finalmente en un Mixed Tag Team match, cuando él y Kaitlyn fueron derrotados por Brad Maddox y Jamie Keyes el 9 de septiembre. El último combate de Kruger en 2010 fue en las grabaciones de televisión del 23 de septiembre, cuando perdió contra Bo Rotundo. Después de la lucha, Kruger perdió la sensación en su brazo, y se descubrió que se había roto el cuello. Mientras se recuperaba, Kruger se convirtió en comentarista de FCW.
Después de que Bo Rotundo se lesionara en septiembre de 2011, el Campeonato Peso Pesado de Florida de FCW quedó vacante y se estableció un torneo para determinar al nuevo campeón. Kruger derrotó a Percy Watson para llegar a la final, un Fatal 4-Way match contra Husky Harris, Damien Sandow y Dean Ambrose. Kruger ganó el combate y el campeonato, su primer título en FCW. Luego de eso, Kruger apareció en dark matches antes de las grabaciones de televisión de SmackDown el 20 y 27 de septiembre, perdiendo ante Trent Barreta y derrotando a Johnny Curtis respectivamente. Kruger defendió con éxito el campeonato contra Harris en el episodio del 24 de octubre de FCW y, en el episodio del 14 de noviembre de FCW, Kruger derrotó a Harris y Richie Steamboat en un Triple Threat match para retener el campeonato. En el episodio del 18 de diciembre de FCW, Kruger defendió con éxito el campeonato contra Seth Rollins, después de la interferencia de Antonio Cesaro.
En diciembre de 2011, Kruger apareció en varios WWE house shows, perdiendo frente a Alex Riley el 27 y 28 de diciembre. El 30 de diciembre, hizo equipo junto a Riley y Mason Ryan venciendo a Tyler Reks, Curt Hawkins, y JTG en un six-man tag team match en Raw brand en house shows. Pero el 2 de febrero de 2012, Kruger perdió el FCW Florida Heavyweight Championship Frente a Mike Dalton. recuperó el título venciendo a Dalton tres semanas después el 23 de febrero, pero lo perdió la misma noche frente a Seth Rollins.

#### NXT Wrestling (2012-2014)
Cuando WWE convirtió a FCW, en NXT Wrestling, El debut televisado de Kruger en NXT tomo lugar en el segundo episodio de NXT Wrestling en Full Sail University, donde logró vencer a Aiden English. El 1 de agosto en NXT Wrestling, Kruger entró en un torneo Gold Of Rush Para coronarse como el primer Campeón de NXT, donde fue derrotado por Richie Steamboat durante los cuartos de final. En septiembre, El personaje de Kruger fue ajustado al de un cazador loco y al de un mercenario. En diciembre, Kruger formó una alianza con Kassius Ohno; Kruger y Ohno lograron vencer a Tyson Kidd y a Justin Gabriel en el episodio del 2 de enero de 2013 en NXT. En el episodio del 16 de enero en NXT, Kruger venció a Trent Baretta. En el episodio del 30 de enero en NXT, Ohno y Kruger formaron equipo y entraron en un torneo para poder coronarse como los primeros campeones en equipo donde lograron vencer a Alex Riley y a Derrick Bateman en la primera ronda. en el episodio del 6 de febrero de NXT, Kruger y Ohno fueron vencidos por Adrian Neville y Oliver Grey en las semifinales. Kruger entonces empezó un feudo contra Justin Gabriel cuando intento atacar a su compañero de equipo lastimado, Tyson Kidd; Kruger ganó en una serie de combates 2-1. El siguiente paso de Kruger sería vencer a Bo Dallas y lograr ganar el NXT Championship. En el episodio del 18 de julio en la NXT, Kruger ganó un triple threat en contra de Sami Zayn y Antonio Cesaro para convertirse en el contendiente número uno al título de NXT. En el episodio del 7 de agosto, Kruger tuvo una oportunidad al título peleando contra Dallas, pero no logró ganar. Kruger entonces volvió a empezar un nuevo feudo esta vez contra Sami Zayn su feudo contra Zayn culminó cuando Zayn logró ganar en un combate de dos-fuera-de-tres caídas en el episodio del 1 de enero de 2014 en NXT.
Leppan fue removido de la televisión y empezó a pelear bajo un nuevo personaje llamado Adam Rose en house shows. Como Adam Rose, regresó a la televisión el 6 de marzo de, 2014 en NXT, con nuevo personaje y haciendo fiestas con varios vestuarios y varias personas siempre acompañándolo en su entrada. El último feudo de Rose en NXT fue contra Camacho quien no soportaba su Exotic Express; atacando a varios de sus "Rosebuds" y perdiendo en una serie de combates contra él, lo que los llevó a un combate en NXT TakeOver donde Rose venció a Camacho después de aplicarle su Party Foul.

#### 2014

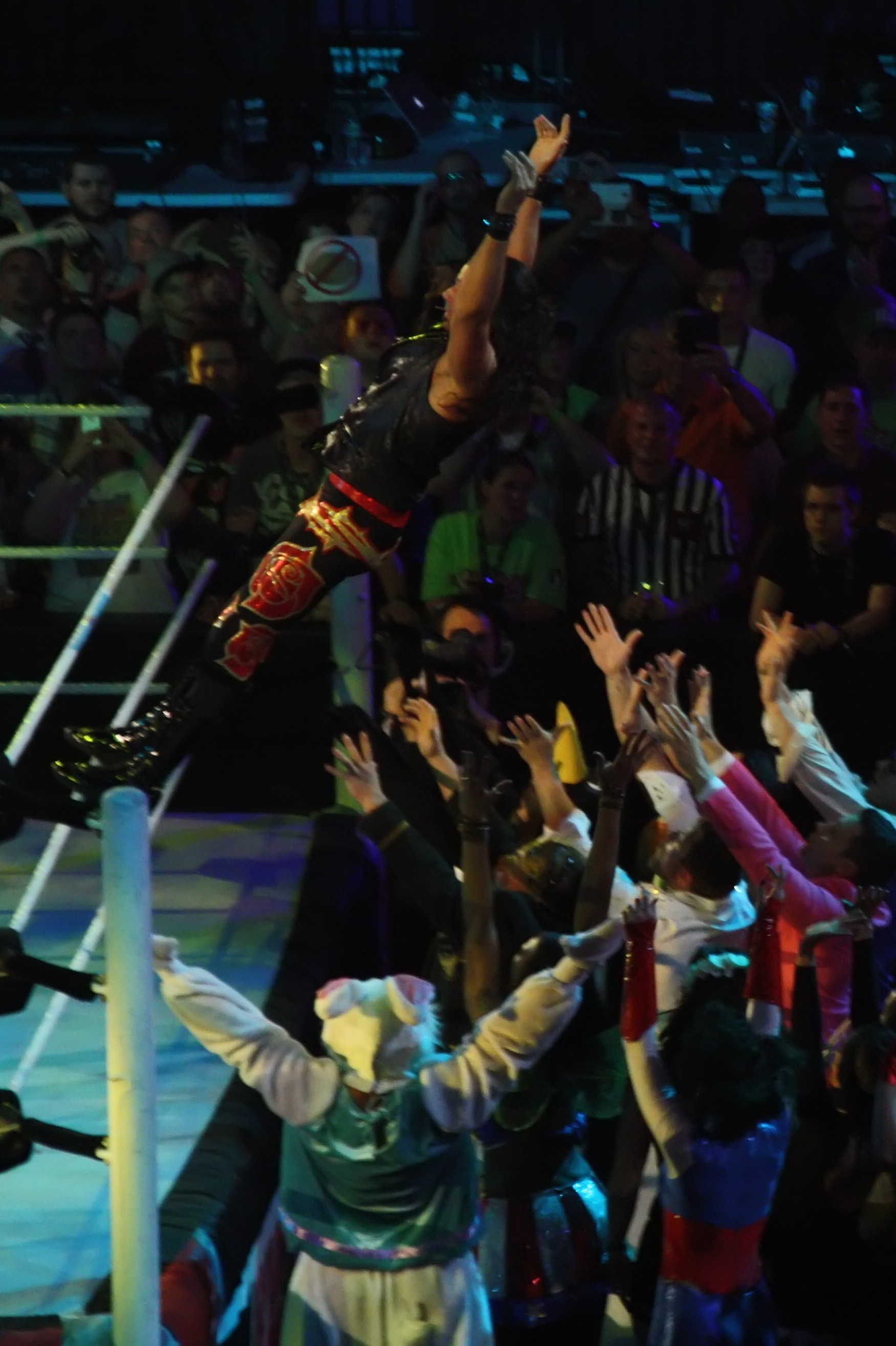
Rose (arriba) lanzándose a sus "Rosebuds" para ser atrapado durante su entrada el 10 de mayo de 2014.

Después de WrestleMania XXX, en la edición de Raw del 7 de abril, se empezaron a introducir promos sobre su nuevo personaje, dando a entender que pronto estaría compitiendo en el roster principal. Rose hizo su debut en el roster principal el 5 de mayo en Raw como face, interrumpiendo a Zeb Colter y a Jack Swagger. Rose comenzó a distraer a Swagger durante sus combates, haciéndolo perder varias veces. Rose tuvo su primer combate individual el 26 de mayo en Raw, derrotando a Damien Sandow. Durante el combate, Swagger y Colter interfirieron para atacar a un miembro de su fiesta "The Rosebuds", pero este fue salvado por Rose. Finalmente, Rose venció a Swagger el 30 de mayo en un episodio de SmackDown y el 2 de junio en un episodio de Raw.   Rose hizo su debut en un evento de pago por visión en Money in the Bank, en donde logró derrotar a Damien Sandow. En el Pre-Show de Battleground, Rose venció a Fandango. En dicha lucha fue acompañado por Layla, Summer Rae y The Rosebuds. El 28 de julio en Raw, Rose venció a Damien Sandow en un combate individual. Después de un mes de inactividad, Rose hizo su regreso el 1 de septiembre en Raw derrotando a Titus O'Neil.
En el episodio del 22 de septiembre de Raw, Rose se unió por primera vez con su popular "Rosebund", The Bunny (un "individuo muy atlético" dentro de un disfraz de conejo), para derrotar a Titus O'Neil & Heath Slater. El 10 de octubre en el episodio especial del 20.ª Aniversario de Smackdown, Rose sufrió su primera derrota en el roster principal a manos de Kane.

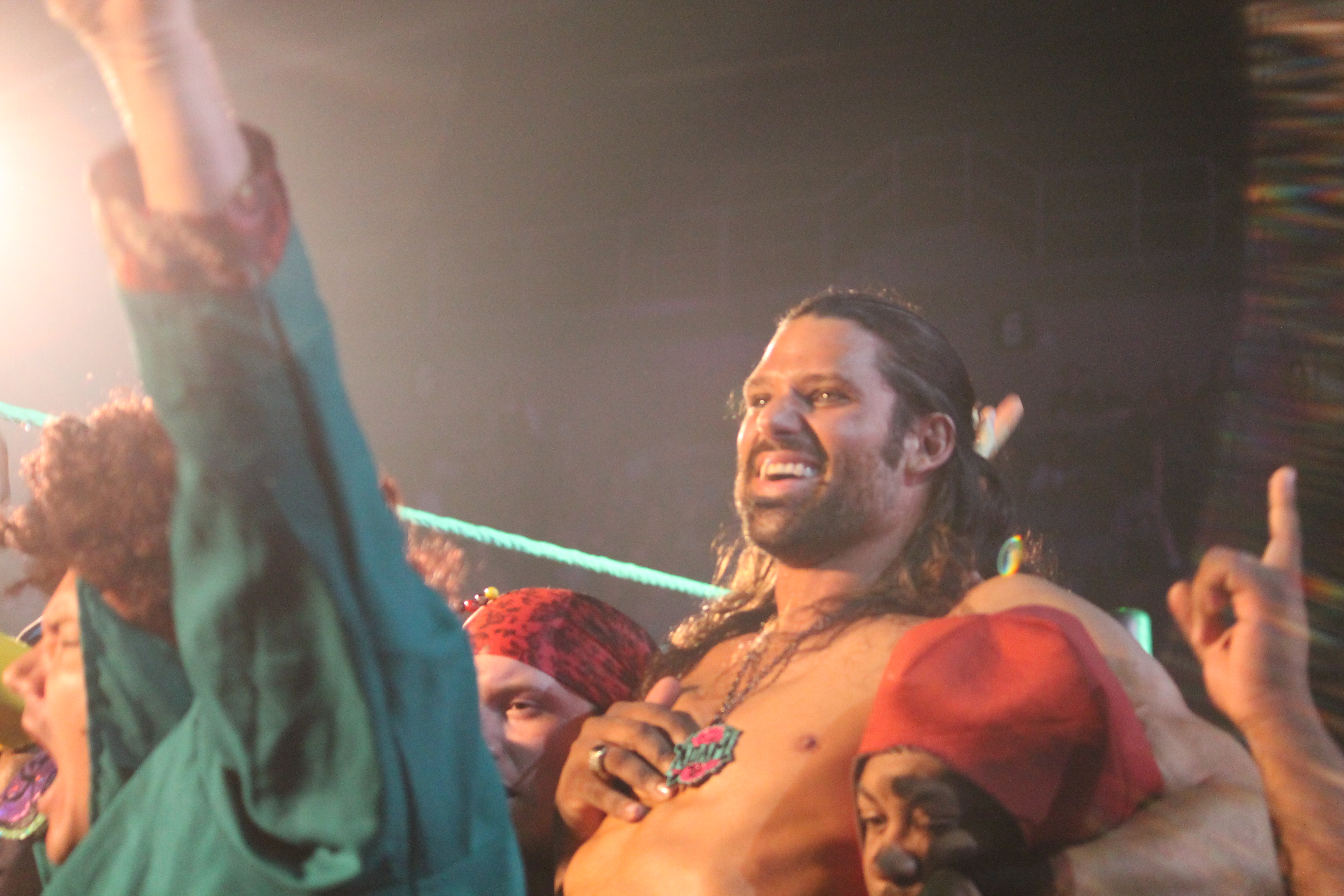
Adam Rose en septiembre de 2014.

El 7 de noviembre en SmackDown, Rose comenzó a tener actitudes de heel tras perder una lucha contra R-Truth debido a una distracción de The Bunny, por lo que se enfureció y lo empujó. En la edición de Raw del 10 de noviembre, Rose se enfrentó a Tyson Kidd y nuevamente perdió por culpa de The Bunny. En esta ocasión, The Bunny fue pateado por Rose. A pesar de eso, ambos hicieron equipo en Survivor Series derrotando a Heath Slater y Titus O'Neil. Luego de eso, Rose y The Bunny fracasaron en ganar un combate por parejas, el cual le otorgó a los ganadores una oportunidad por los Campeonatos en Parejas de WWE. El 8 de diciembre en Raw, The Bunny ganó un Slammy Award. Más tarde, Rose explicó en un pódcast como lo había encontrado en Times Square y como lo había contratado. La semana siguiente en Raw, Rose fue vencido por Kane en un combate y tras la lucha este le aplicó un Tombstone Piledriver" a The Bunny, provocándole una lesión en el cuello.
Finalmente, el 22 de diciembre en Raw, Rose perdió un combate contra R-Truth y después atacó brutalmente The Bunny, cambiando definitivamente a heel. Este acto marcó la última aparición de The Bunny entre "The Rosebuds".

#### 2015
A principios de 2015, Rose comenzó una asociación con Cesaro y Tyson Kidd después de atacar a The New Day (Xavier Woods, Kofi Kingston y Big E) durante un combate. Tras tener varios combates semanales juntos, en el Kick-Off de Royal Rumble acompañó junto con Natalya a Kidd & Cesaro en su lucha contra Big E & Kingston, la cual ganaron. En ese mismo evento, participó en el Royal Rumble Match con el #18, pero fue eliminado por Rusev. Tras eso, Rose comenzó un feudo con Fandango durante el mes de febrero, perdiendo ante él constantemente. En marzo, inició otro feudo con Zack Ryder, en el cual ambos ganaron varias de sus luchas y, además, usaron Twitter para insultarse el uno al otro, incluso involucraron a William Shatner (a quien Rose llamó "papá"). Durante sus combates, debido a la frustración que sufría por las derrotas, empezó a atacar a los miembros de "The Rosebuds". En WrestleMania 31, Rose fue uno de los participantes en el André the Giant Memorial Battle Royal, pero no logró ganar.
El 20 de abril en Raw, fue derrotado por Ryback, pero tras la lucha apareció Rosa Mendes para ayudarlo. El 27 de abril en Raw, derrotó a Fandango gracias a la ayuda de Mendes y tras la lucha ambos se besaron, comenzando una relación amorosa entre ellos. El 14 de mayo en SmackDown, Rose le informó a "The Rosebuds" que su relación con ellos había terminado. En julio, su relación con Mendes también terminó pero de forma silenciosa.
En el episodio de Raw del 22 de junio, el gimmick de Adam Rose fue alterado ligeramente al de un "artista pomposo", exclamando que el Universo WWE no tenía ninguna idea de lo que era el arte verdadero o la pasión. El 29 de agosto en Main Event, su gimmick fue alterado otra vez tras salir vestido con gafas, una camisa gris y unas botas y medias color negras. Esa noche fue derrotado por Jack Swagger. El 5 de octubre en Raw, Rose compartió un mensaje críptico, diciendo: "Todo lo que quería hacer era poner sonrisas en el rostro de los niños pequeños". En ese momento la cámara se inclinó hacia abajo captando lo que parecía ser la cabeza del disfraz de conejo de The Bunny. El 3 de noviembre en Main Event, durante su lucha contra Fandango y después de derrotarlo, lo que parecía ser The Bunny fue visto en ringside, lo que dejó sorprendido a Rose. Tras eso, Rose comenzó a formar equipo con Brad Maddox. Sin embargo, el equipo se disolvió rápidamente debido a que Maddox fue liberado de su contrato el 25 de noviembre. Después de eso, Rose estrenó un segmento inspirado en Hollywood Minute titulado "The Rose Bush", en el cual comenzó a hablar de toda la "suciedad" que había en WWE.

#### 2016

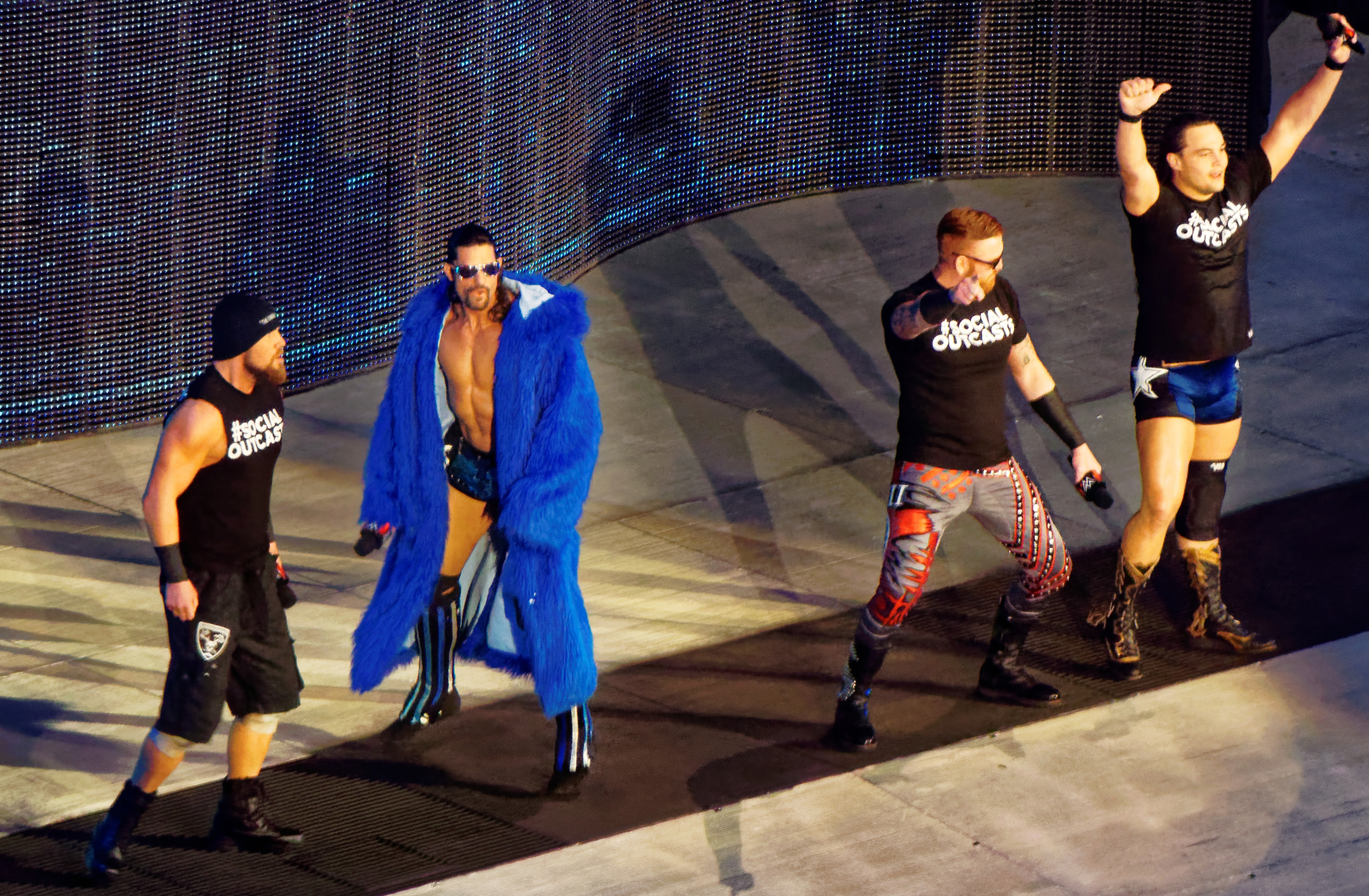
The Social Outcasts April 2016

El 4 de enero en Raw, interfirió junto con Curtis Axel y Bo Dallas en la lucha de Heath Slater contra Dolph Ziggler, haciendo que Slater se llevara la victoria. Más tarde, formó junto con Axel, Dallas y Slater el stable, The Social Outcasts. Hicieron su debut como equipo el 11 de enero en Raw en un combate ante The Wyatt Family, pero la lucha terminó sin resultado debido a una interferencia de Ryback. El 14 de enero en SmackDown, obtuvieron su primera victoria al derrotar a Goldust, Jack Swagger, Zack Ryder y Damien Sandow. El 8 de febrero en SmackDown, Rose derrotó a Titus O'Neil. El 21 de febrero en Fastlane, junto con Slater y Dallas, acompañó a Axel a su lucha, en la cual derrotó a R-Truth. El 17 de marzo en SmackDown, junto a sus compañeros anunció su participación en el André the Giant Memorial Battle Royal en WrestleMania 32. En el evento, Rose ni tampoco los demás miembros del stable lograron hacerse con la victoria, siendo eliminado por el ganador Baron Corbin.
El 11 de abril en Raw, se enfrentó a Apollo Crews, lucha la cual perdió.
El 16 de abril, Leppan fue suspendido por 60 días tras violar por segunda ocasión las políticas del Programa de Bienestar de WWE. Cuatro días más tarde, el 20 de abril, Leppan habló públicamente sobre su suspensión, la cual definió como «no correcta», diciendo: «No hice nada sabiamente mal y estaba tomando medicamentos recetados que mi médico y yo seguimos con todo el protocolo correcto». El 3 de mayo, Leppan publicó una nota manuscrita de un doctor en su cuenta de Twitter, indicado que este le había estado recetando Adderall XR para tratar ADHD. Leppan después escribió que WWE sabía que tenía esa receta desde hace más de un año.
El 11 de mayo Leppan fue arrestado por la policía del Condado de Hillsborough, Florida luego de un incidente de violencia doméstica en el que al parecer terminó por golpear a su esposa y manipulando a un testigo. Fue liberado bajo fianza unas horas más tarde, pero de igual manera fue suspendido aunque indefinidamente por WWE. Más tarde, WWE anunció que como resultado Leppan había sido suspendido indefinidamente. Finalmente el 23 de mayo, Leppan fue liberado de su contrato con WWE debido a sus problemas de violencia maritales.

### Circuito Independiente (2016 - 2019)
Después de su debut, Leppan anunció su nuevo nombre como Aldo Rose, manteniendo el truco del anfitrión de la fiesta, pero como un personaje más atrevido. Su primera lucha después de su debut se llevó a cabo el 23 de julio, perdiendo una lucha contra Damien Sandow. Rose tomó una ausencia de la industria en noviembre. En enero de 2017, Rose se refirió a su ausencia de la industria, a estar con su familia y a sus redes sociales siendo pirateadas. Además, anunció que había "matado" al personaje de Adam Rose y volvió a su personaje de Leo Kruger, ahora rebautizado como Krugar. Desde entonces, sin embargo, comenzó a competir bajo el nombre de Adam Rose y Krugar.
El 11 de marzo, Rose anunció en su Twitter que 2017 sería oficialmente su último año en la lucha libre. El 25 de marzo, Rose derrotó a Aaron Orion para convertirse en Championship International Wrestling Heavyweight Champion; sin embargo, Rose dejó caer el cinturón al día siguiente, de regreso a Orion. El 21 de abril, Rose derrotó a CJ O'Doyle y Axx Clover para convertirse en el nuevo Campeón de peso pesado de Atomic Wrestling Entertainment.
Por medio de su cuenta de Instagram, Adam Rose anunció su retiro de la lucha libre profesional luego de 24 años de carrera.

## En lucha
- Movimientos finales

Como Adam Rose:
- Party Foul (Snapmare driver)[55][56]

Como Leo Krueger:
- GC3[57] (Inverted keylock)[58]
- Kruger's End (Hangman's facebuster)[13]
- Sleeper hold, a veces con bodyscissors – FCW[59]
- Slice[60] (Lariat con burlas)[58][61]
- Dameon Device (Sharpshooter)[1]
- Dameon Driver (Cradle piledriver)[1]

- Movimientos de firma
  - Arm wrench seguido de un spinebuster[60]
  - Back heel kick[62]
  - Choo Choo (Running bronco buster)[62]
  - Running back elbow a un oponente en la esquina[62]
  - Snap suplex,[59][63] a veces seguido de un hammerlock[60][64]
  - Spinebuster[59][63][64][65]
  - Corner clothesline seguido de un bulldog[1]
  - Diving crossbody[1]
  - Diving elbow drop[1]
  - Diving splash[1]
  - Samoan driver[1]
  - Swinging fisherman suplex[1]
  - Topé[1]
  - Tornado DDT[1]

- Apodos
  - "The South African Super Studd"[66]

## Campeonatos y logros
- Florida Championship Wrestling
  - FCW Florida Heavyweight Championship (2 veces)[16]

- Pro Wrestling Illustrated
  - Situado en el puesto #342 de los PWI 500 en 2010[67]

- World Wrestling Professionals
  - WWP World Heavyweight Championship (1 vez)[10]